# Phaeocystis pouchetii
Espèce
Synonymes
- Tetraspora poucheti Hariot, 1892[2]

Phaeocystis pouchetii est une espèce d'algues nanoplanctoniques marines, du genre Phaeocystis de la famille des Phaeocystaceae (Prymnésiophycées), caractérisées par l'existence de plusieurs formes de vie (individuelle ou coloniale) et un caractère localement et temporairement invasif.

## Description
Phaeocystis pouchetii est caractérisée par un cycle de vie polymorphique et complexe.

Elle est observée dans le milieu naturel sous diverses formes dont :
- cellules solitaires en suspension dans l'eau. Dans ce cas les cellules mesurent de 3 et 8 micromètres et on en trouve de deux formes : flagellées et mobiles ou non-flagellées et se laissant porter par le courant ;
- colonies de cellules non flagellées à l'aspect gélatineuses car protégées par un mucus. Chaque élément colonial mesure de quelques micromètres à quelques millimètres.

Le public la connaît surtout par la mousse blanc-crème qu'elle forme sur le littoral (écume laissée par la marée) lors des efflorescences algales (ou « blooms planctoniques ») de plus en plus communs de mars à juin sur le littoral européen de la Manche et la Mer du Nord.

## Écologie et physiologie
Elle fait partie d'un genre qui - pour le phytoplancton marin - est le seul connu comme étant capable de brutalement devenir l'espèce dominante de tout un écosystème.
Cette algue est bien connue pour ses efflorescences spectaculaire ("bloom" planctonique) à la surface de la mer au printemps. Elle est favorisée par la configuration de la manche orientale dont le fonctionnement est pour partie assimilable à celui d'une vaste baie ou d'un grand bassin, où un excès de nitrate et/ou phosphates dans l'eau stagne sans pouvoir être dilué en pleine mer, ce qui favorise les blooms.
Phaeocystis pouchetii peut être responsable de changements brutaux et importants dans la structure et le fonctionnement des réseaux trophiques (planctonique et benthique), avec des conséquences en matière de biogéochimie.
En Manche orientale, où cette espèce a des caractéristiques invasives, elle est - par ses pullulations printanières - susceptible de poser des problèmes écologiques mais aussi économiques (pour la pêche et la conchyliculture), ce qui a justifié le déclenchement par l'IFREMER et l'ULCO d'une étude spécifique de 2002 à 2006, dans le cadre du P.N.E.C. (Programme national d’environnement côtier) intitulé Déterminisme du bloom de Phaeocystis et ses conséquences sur l’écosystème Manche orientale-Sud Mer du Nord, de la frontière franco-belge au littoral du Pays de Caux.

## Répartition
Cette espèce est fréquente des côtes de la Mer du Nord jusqu'aux mers polaires.
Elle a aussi été observée à haute latitude dans l'Atlantique et dans le Pacifique.